# فهرست فرودگاه‌های بوروندی
این مقاله شامل فهرست فرودگاه‌های بوروندی است که بر پایهٔ مکان قرارگیری آن‌ها مرتب شده است.

## فرودگاه‌ها
| مکان             | کد فرودگاهی ایکائو | کد فرودگاهی یاتا | نام فرودگاه                 |
| ---------------- | ------------------ | ---------------- | --------------------------- |
| بوجومبورا        | HBBA               | BJM              | فرودگاه بین‌المللی بوجومبورا |
| گیتگا، بوروندی   | HBBE               | GID              | فرودگاه گیتگا               |
| کیروندو، بوروندی | HBBO               | KRE              | فرودگاه کیروندو             |